# Dampierre-en-Burly
Dampierre-en-Burly là một xã trong tỉnh Loiret, vùng Centre-Val de Loire bắc trung bộ nước Pháp. Xã này nằm ở khu vực có độ cao từ 117-161 mét trên mực nước biển.